# Dozier (Carolina del Norte)
Dozier es una pequeña área no incorporada ubicada del condado de Forsyth  en el estado estadounidense de Carolina del Norte.